# Jonisationskammare

Schematisk bild av jonisationskammare. Strålningen har joniserat atomer i gasen, och de positiva jonerna dras mot katoden och elektronerna mot anoden.

En jonisationskammare är en gasfylld detektor som används för att detektera joniserande strålning. Den är uppbyggd av en strömkälla och en kondensator som är omsluten av en gas.
En partikel som passerar denna gas kan slå ut elektroner (jonisera), och på så sätt skapa ett jon-par (positiv jon + elektron som separeras vid lämplig spänning över kammaren). Då kondensatorn är laddad kommer elektronen, som är negativt laddad, drivas mot den positivt laddade anoden, och den positiva jonen mot katoden, som är negativt laddad. Därav uppstår en jonisationsström, som är direkt proportionell mot den ursprungliga jonisationen, och om partikeln stannat i kammaren, är den även proportionell mot dess energi.
Man kan antingen mäta jonisationsströmmen från kontinuerlig strålning (från enskilda partiklar uppstår endast en mycket svag ström) och studera intensiteten från partiklar, eller skapa sig en RC-krets och mäta jonisationsförmågan (och eventuellt energin) på enskilda partiklar genom att studera pulsamplituden.